# Louis-Simon Lempereur
Louis-Simon Lempereur (Parigi, 16 maggio 1728 – Parigi, 6 aprile 1807) è stato un incisore francese.

## Biografia
Allievo di Pierre-Alexandre Aveline, poi perfezionatosi nella bottega di Laurent Cars, Louis-Simon Lempereur fu accettato come incisore del re all'Académie royale de peinture et de sculpture il 23 agosto 1759 e ricevette il diploma il 2 marzo 1776, utilizzando come opera di accoglienza il ritratto inciso di Étienne Jeaurat da Alexandre Roslin (calcografia al Louvre).
Sposò l'incisore Catherine Élisabeth Cousinet nel 1760, mentre in seconde nozze si unì ad Anne-Philiberte Coulet (1736-?), incisore, sua allieva. Lempereur fu maestro anche di Nicolas de Launay.
Fece parte del gruppo d'incisori per la monumentale Storia naturale (1749-1760) di Buffon.
Esercitò per un certo periodo a Londra, dove ebbe successo: suo fu infatti il Ritratto di Guglielmo Augusto di Cumberland, inciso nel 1751 da un dipinto di David Morier. Nel 1756, tuttavia, costretto a fuggire data la dichiarazione di guerra tra Regno Unito e Francia (la Guerra dei Sette Anni), tornò a Parigi dove aveva uno studio-boutique in rue des Anglais. Nella capitale francese trascorse altri cinquant'anni, prima di morire il 6 aprile 1807.

## Opere

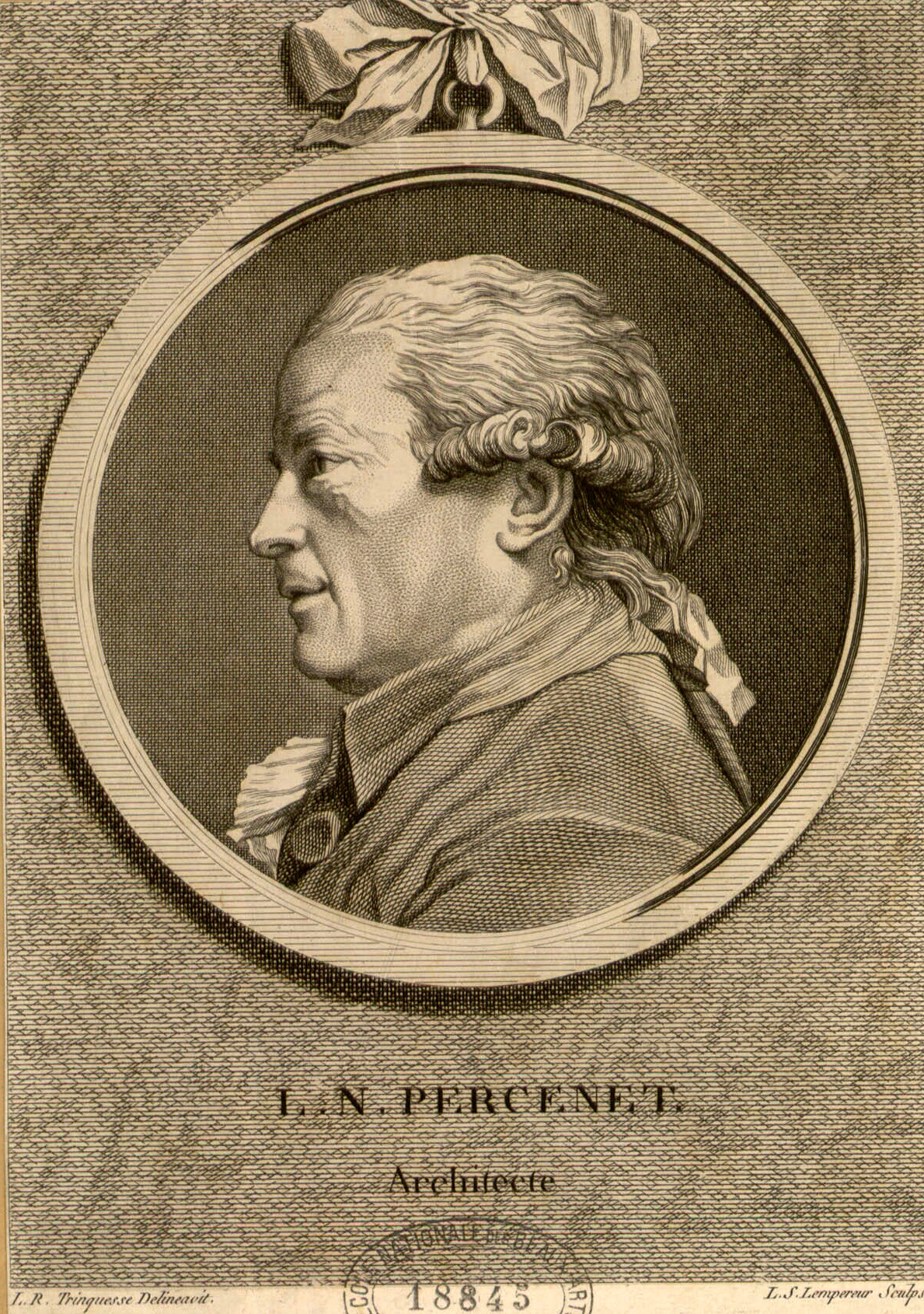
L.-N. Percenet, architetto

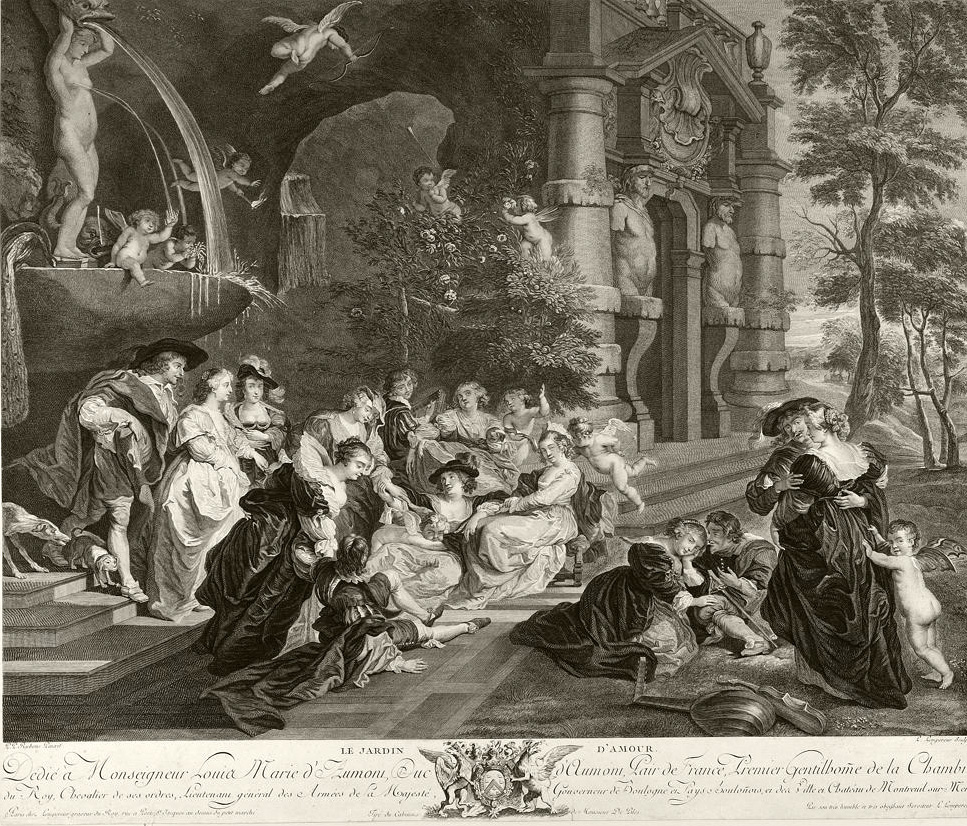
Il giardino dell'amore

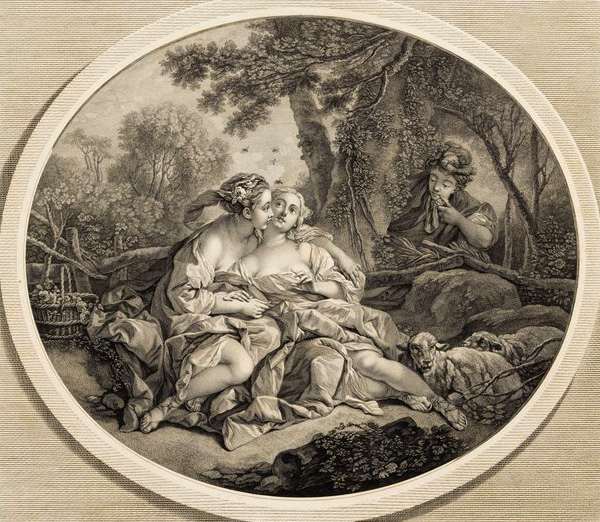
Silvia guarisce Filide da una puntura d'ape

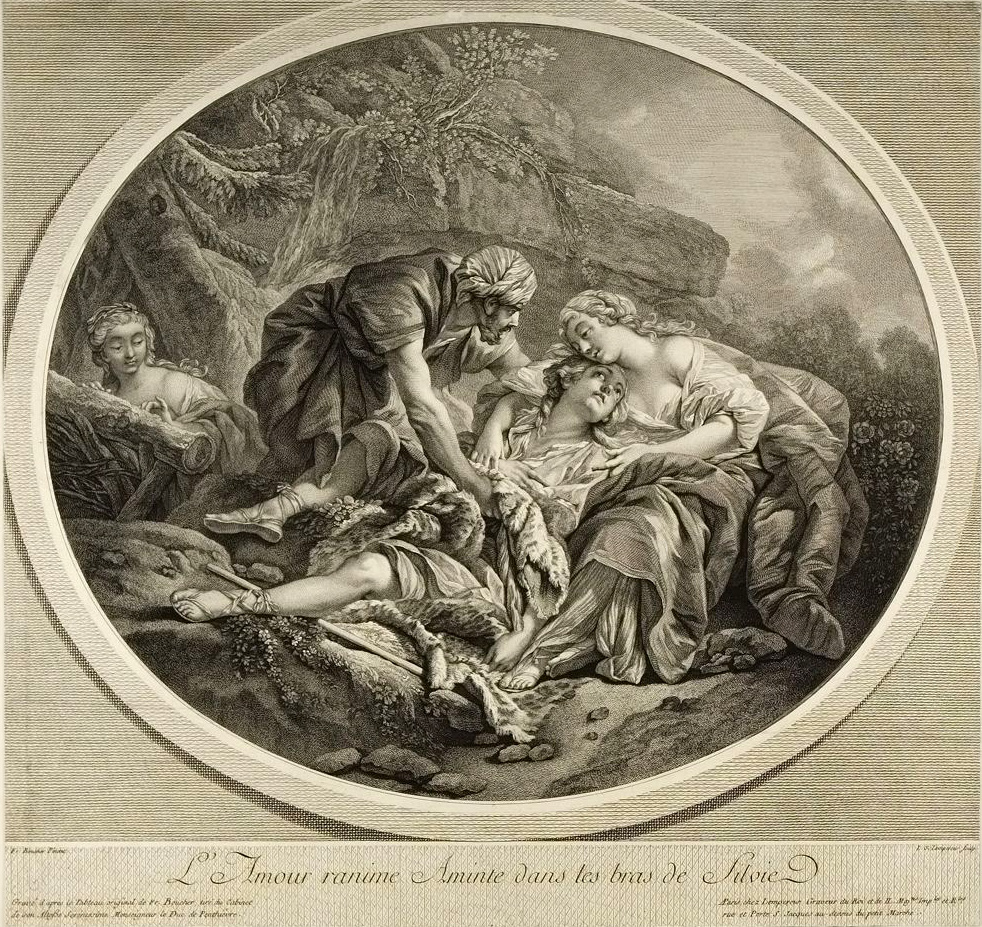
L'Amore fa rivivere Aminta tra le braccia di Silvia

### Incisioni
- Sacrificio al dio Pan e Bacco e Arianna, da Jean-Baptiste Marie Pierre, 1750;
- Guglielmo Augusto di Cumberland, da David Morier, 1751[4].
- La fucina di Vulcano, da Jean-Baptiste Marie Pierre, dedicato al marchese di Marigny, 1761;
- I bagnanti, da Charles-André van Loo;
- Il ratto d'Europa, da Jean-Baptiste Marie Pierre, 1763;
- Il trionfo di Sileno, da van Loo, 1763[5];
- L'Aurora e Titone, da Jean-Baptiste Marie Pierre;
- Ritratto di Mme Lecomte, su disegno di Claude-Henri Watelet;
- Ritratto di M. Watelet, su disegno di Charles-Nicolas Cochin[6];
- Ritratto di Jean-François de Marcorelle, barone d'Escale, incisione a bulino su disegno di François Bourgoin;
- Allegorie della città di Calais e della Fama che incorona un ritratto di Pierre Laurent Buirette de Belloy, da un dipinto di Nicolas-René Jollain, 1767[14] ;
- Ritratto di L.-N. Percenet, architetto, da Louis-Roland Trinquesse;
- Il giardino dell'amore, da un dipinto di Rubens, 1769[7];
- Il Festino spagnolo, da Palamède Stevens, 1773;
- Il giuramento del pastore, da Pierre[8];
- I doni del pastore, da Boucher, 1773[9];
- Anziana donna ammonisce la figlia, da Wille figlio, 1775;
- Madre indulgente, da Wille figlio, 1775;
- Il Genio della pittura, illuminato dalla Verità, scrive la storia di coloro che si sono distinti in quest'arte, da Jean-Michel Moreau, 1776;
- I consigli materni, da Wille figlio, 1777;
- Ritratto di M. Jeaurat, rettore dell'accademia, da Roslin (opera di rappresentanza dell'autore);
- Il ratto di Proserpina, dall'opera di ricevimento di Charles de La Fosse, 1779;
- Silvia guarisce Filide da una puntura d'ape, da Boucher[10];
- L'Amore fa rivivere Aminta tra le braccia di Silvia, da Boucher[11];
- Silvia fugge dal lupo che ha ferito, da Boucher;
- Venere o l'attesa del piacere, da Annibale Carracci, 1781[12];
- Le Grazie lottano con gli Amori, da Lagrenée;
- Gli Amori incatenati dalle Grazie, da Lagrenée, 1789[13].

### Contributi bibliofili
- Boccaccio, Il Decamerone, incisioni di Louis-Simon Lempereur da Hubert-François Gravelot, cinque volumi, Londra, Parigi, 1757[14].
- Plauto, Marci Acci Plauti Comoediae auae supersunt, incisioni da Charles Eisen di Jacques Aliamet, Pierre-Simon Fournier e Louis-Simon Lempereur, stampato da Joseph Gérard Barbou, Parigi, 1759[15].
- Jean Racine, Œuvres de Racine, incisioni su disegni di Jacques de Sève di Jacques Aliamet, Jean-Charles Baquoy, Juste Chevillet, Jean-Jacques Flipart, Louis Legrand, Noël Le Mire, Louis-Simon Lempereur, Dominique Sornique e Jacques-Nicolas Tardieu, tre volumi, Imprimerie Le Breton, Parigi, 1760[16].
- Jean-Jacques Rousseau, Recueil d'estampes pour "La nouvelle Héloïse", incisioni su disegni di Hubert-François Gravelot di Jacques Aliamet, Pierre-Philippe Choffard, Noël Le Mire, Louis-Simon Lempereur, Jean Ouvrier e Augustin de Saint-Aubin, pubblicato da Duchesne, Parigi, 1761[17].
- Jean de La Fontaine, Contes et nouvelles en vers, incisioni da Charles Eisen di Jacques Aliamet, Jean-Charles Baquoy, Jean-Baptiste Delafosse, Jean-Jacques Flipart, Noël Le Mire, Louis-Simon Lempereur, Jean-Jacques Le Veau, stampato da Joseph Gérard Barbou a spese dei fermiers généraux, 1762.
- Sotto la direzione di Jean-Bernard Restout, Galerie française ou portraits des hommes et des femmes célèbres qui ont paru en France, avec un abrégé de leur vie par une société de gens de lettres, include il ritratto di Émilie du Châtelet inciso da Louis-Simon Lempereur da un dipinto di Charles Monnet, pubblicato da Hérissant figlio, Parigi, 1771.
- Description du mausolée érigé en l'Abbaye de Saint-Denis le 27 juillet 1774 pour les obsèques de Louis XV, le Bien-Aimé, roi de France et de Navarre, quattro tavole incise da Louis-Simon Lempereur su disegni di Charles-Michel-Ange Challe, stampate da P.R.C. Balland, Parigi, 1774.
- Description du catafalque et du cénotaphe érigés dans l'Église de Paris, le 7 septembre 1774, pour Très-Grand, Très-Haut, Très-Puissant et Très-Excellent Price, Louis XV, le Bien-Aimé, roi de France et de Navarre,

### Galleria d'immagini

Incisioni di Louis-Simon Lempereur
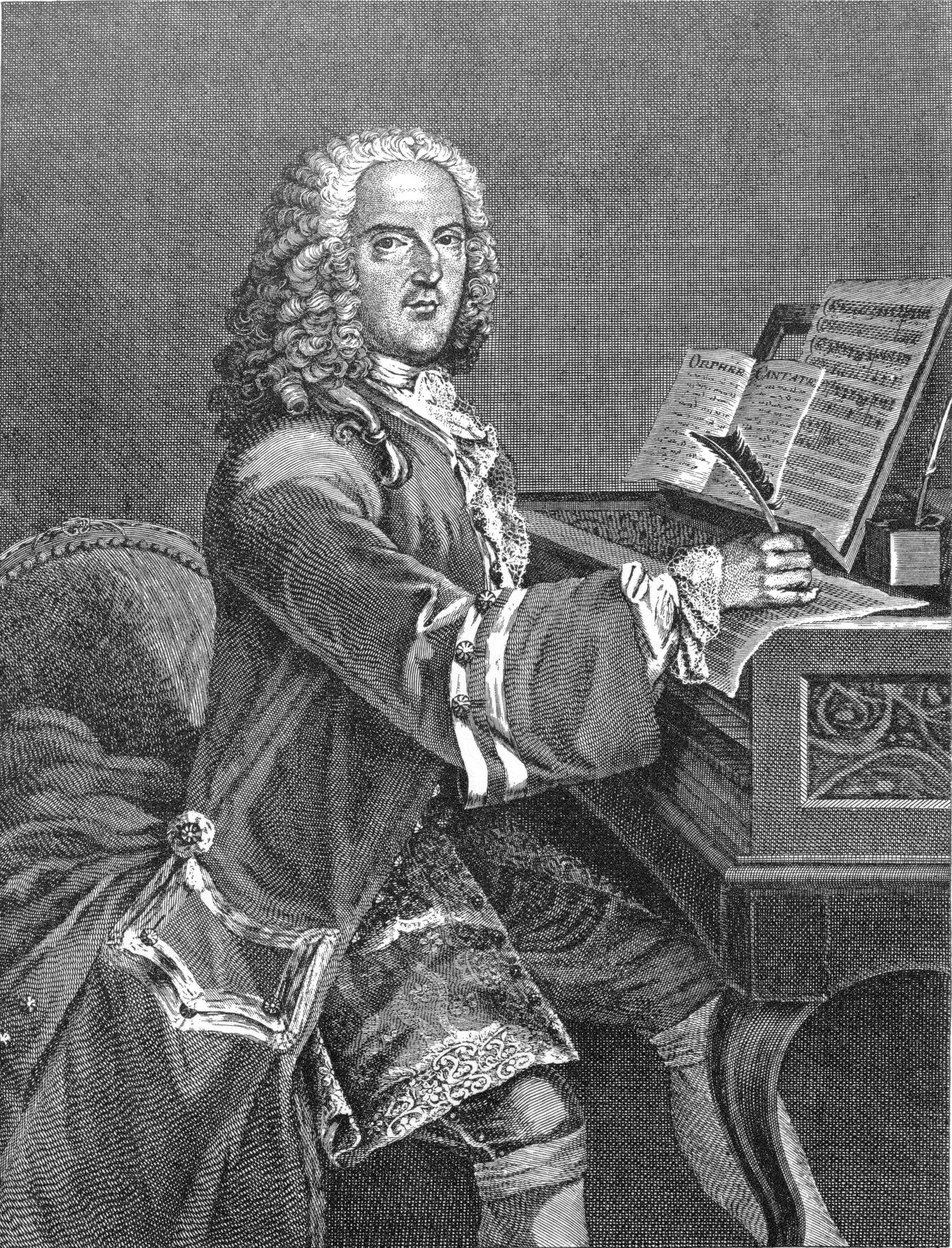
Louis-Nicolas Clerambault
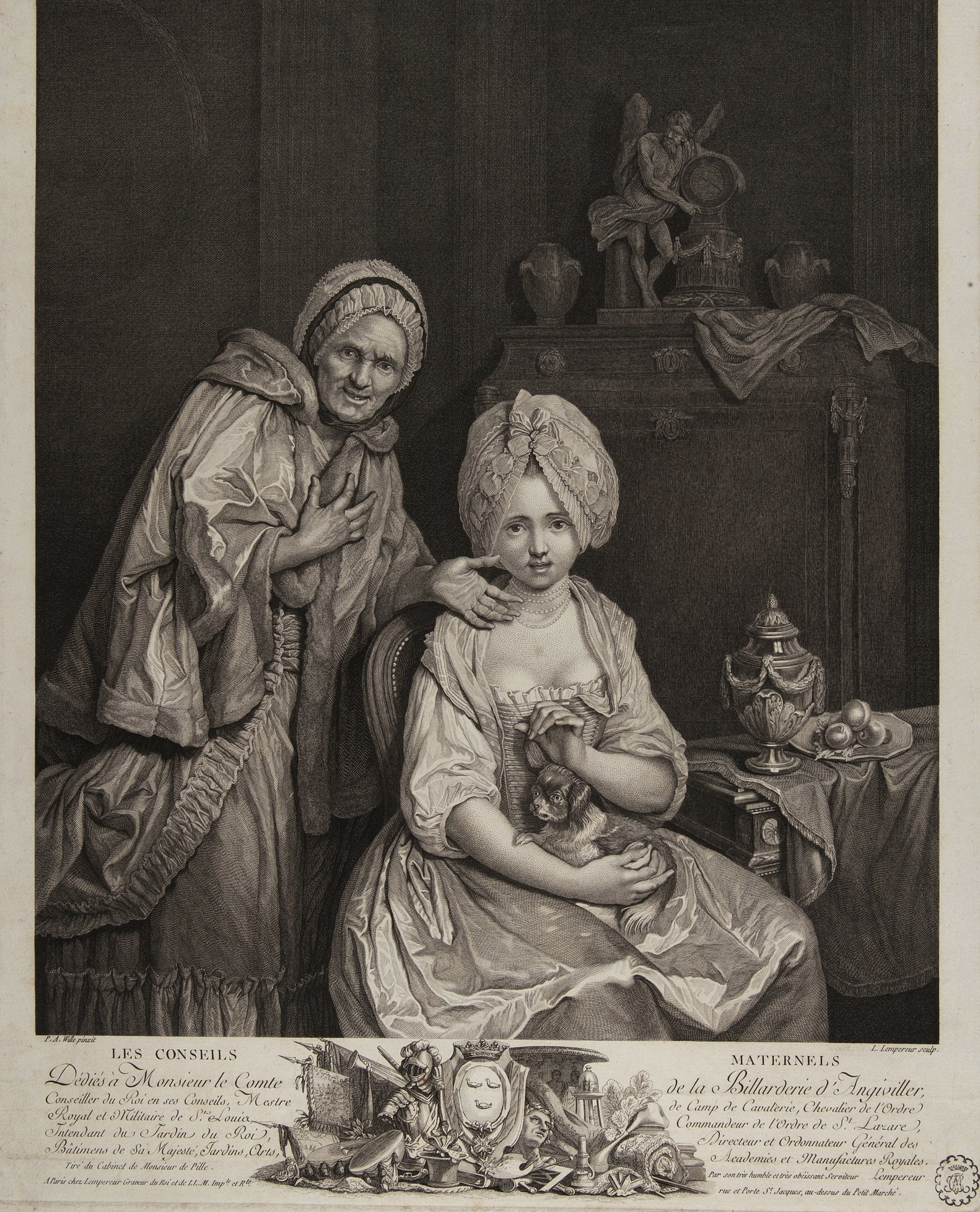
Consigli materni
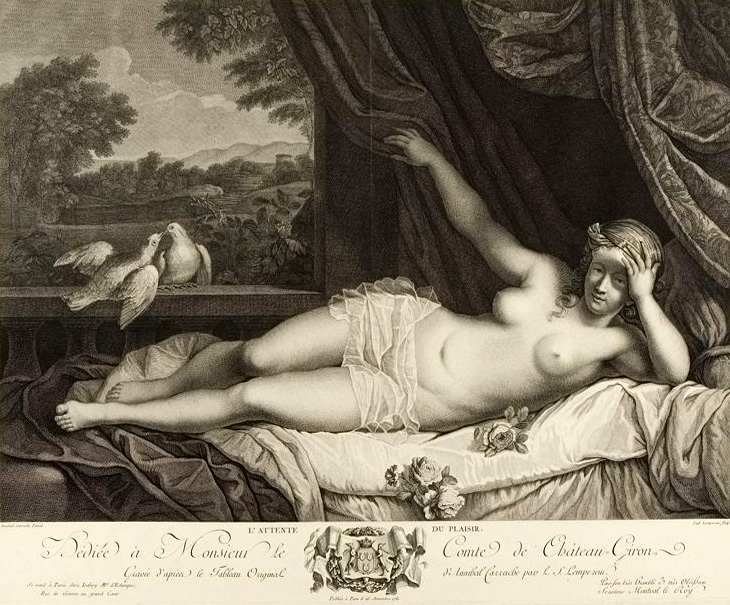
Venere o l'attesa del piacere
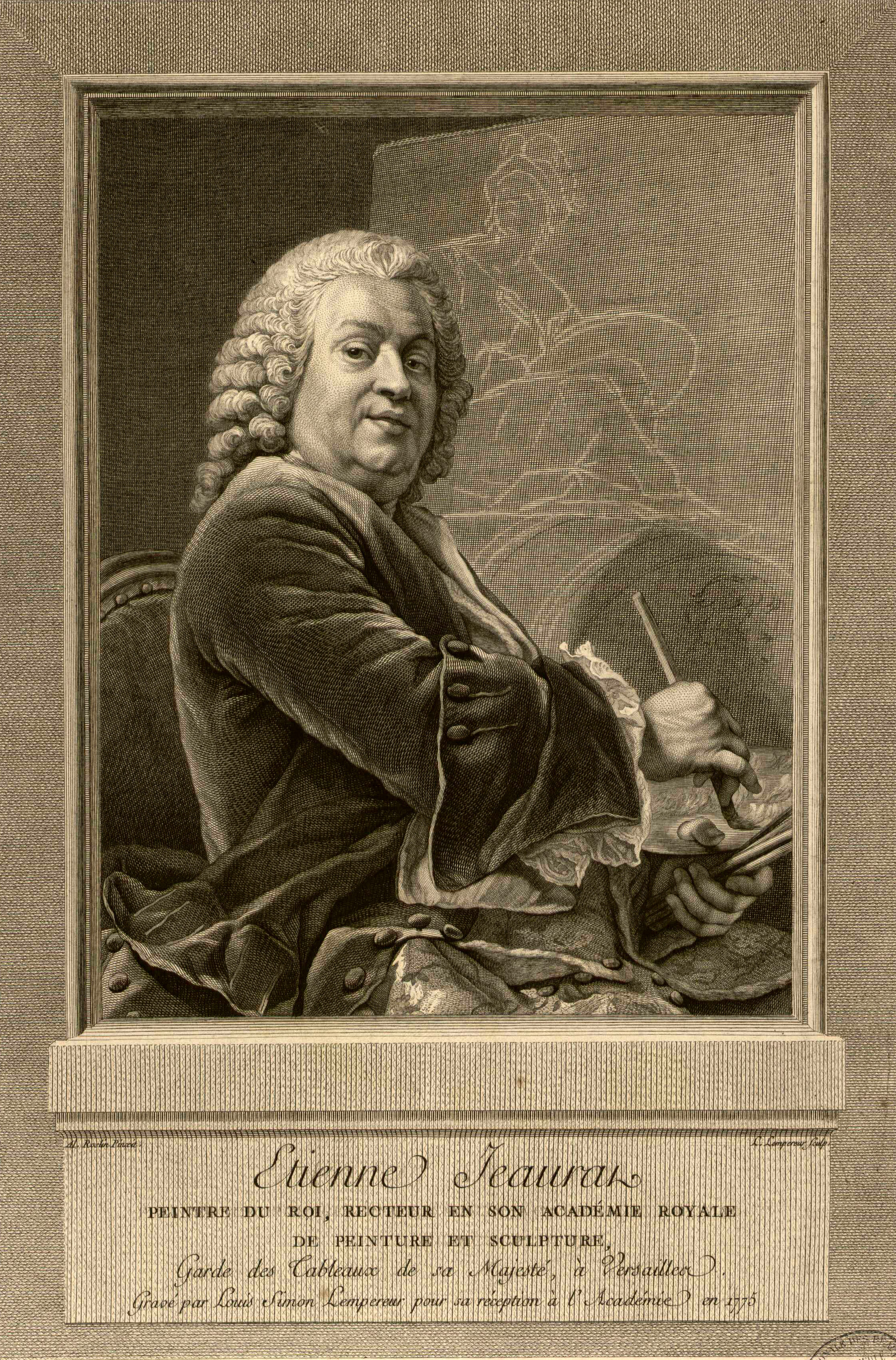
Étienne Jeaurat
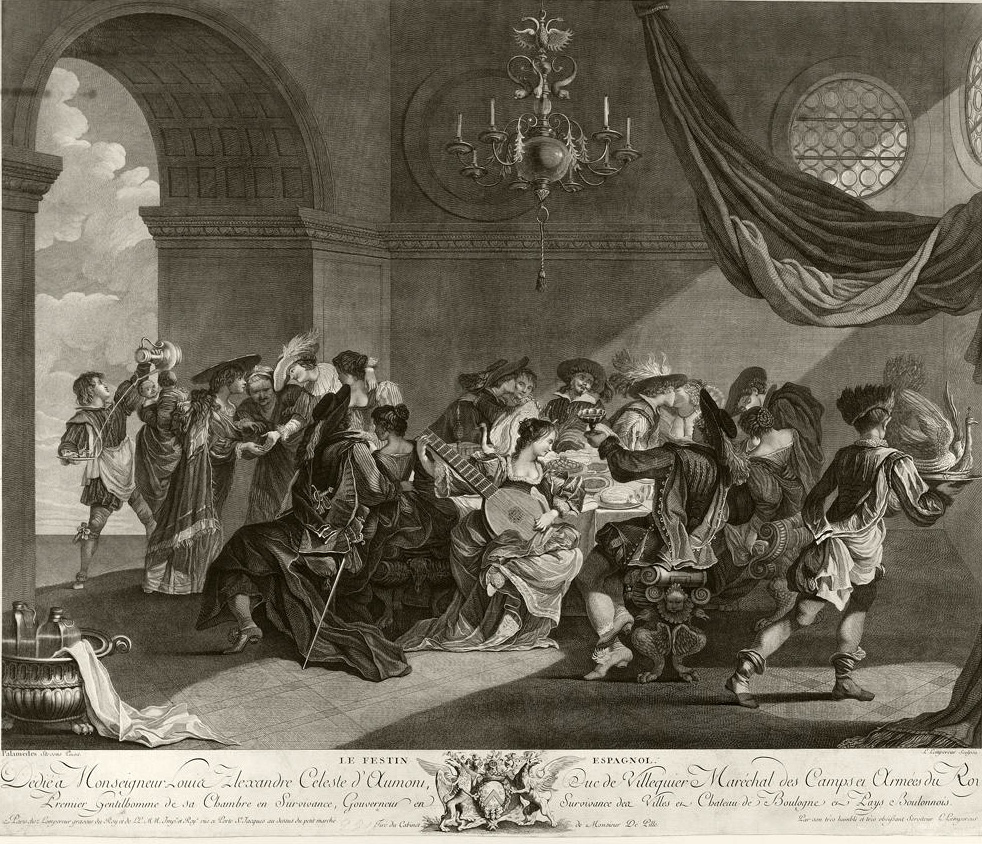
Il Festino Spagnolo
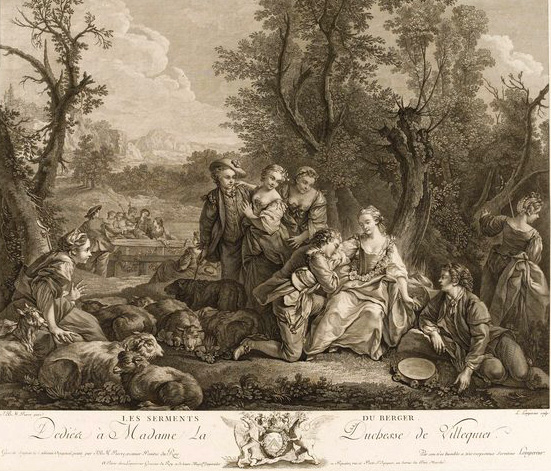
Il giuramento del pastore
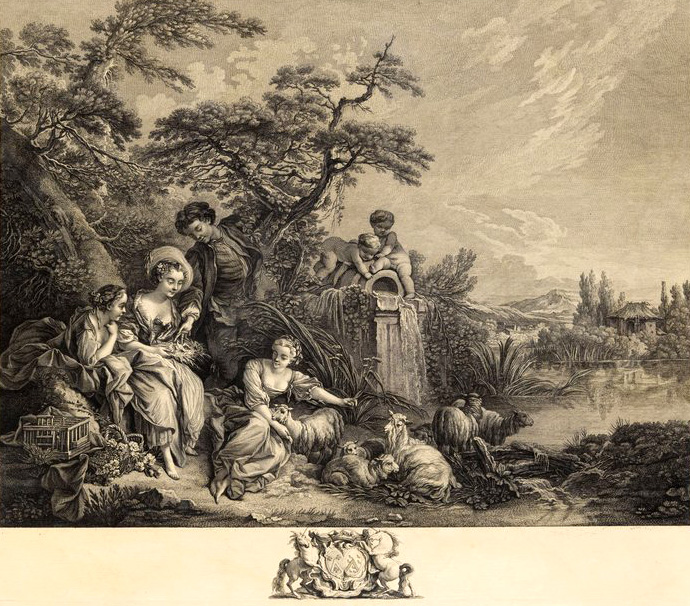
I doni del pastore

## Collezioni pubbliche

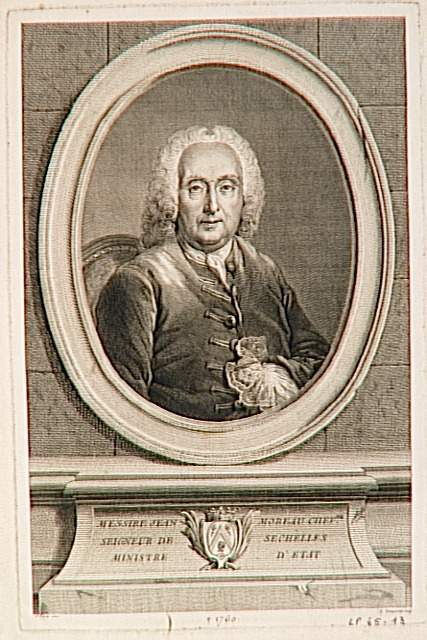
Jean Moreau de Séchelles

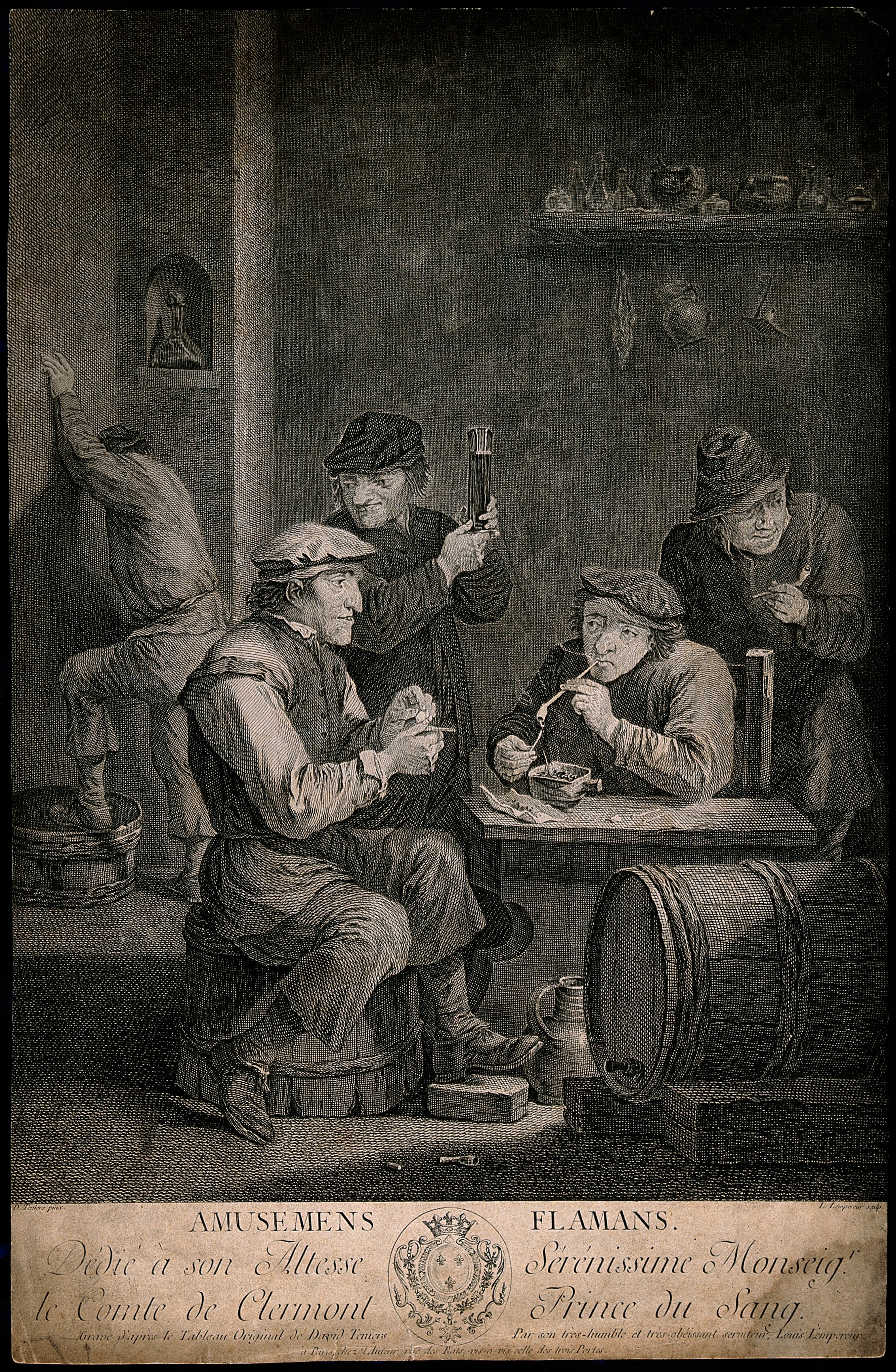
Divertimenti fiamminghi

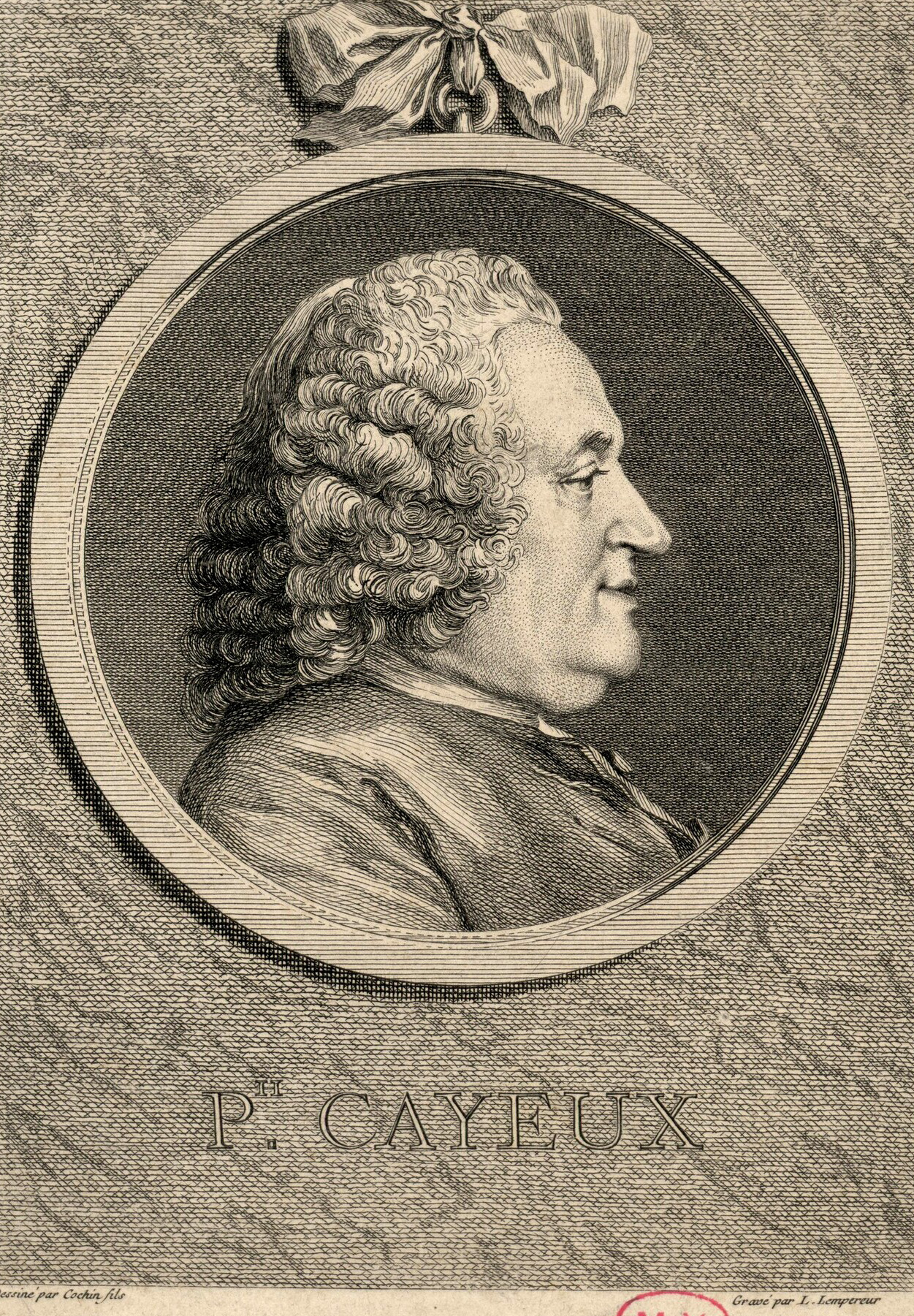
Philippe Cayeux

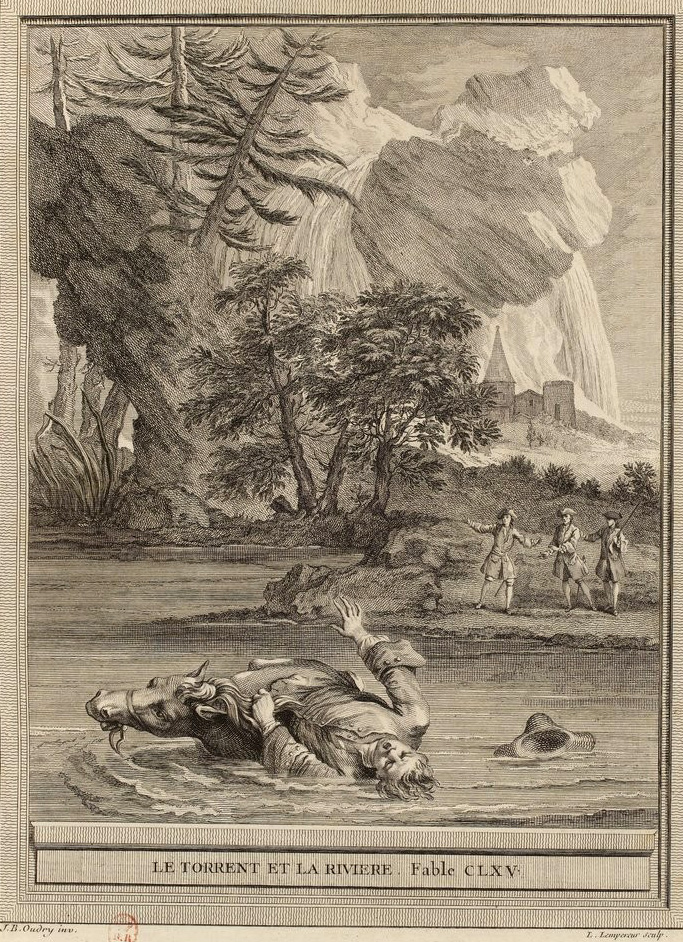
Il torrente e il fiume

### Francia
- Gabinetto delle stampe della Biblioteca nazionale di Francia.
- Scuola nazionale di belle arti, Parigi.
- Museo Carnavalet, Parigi[18].
- Museo del Louvre, Parigi, Silvia guarisce Filide dalla puntura di un'ape, da François Boucher.
- Museo Nazionale di Storia Naturale, Parigi, Ritratto di Jean-François de Marcorelle, Barone d'Escale[19].
- Museo delle Belle Arti di Quimper, Sacrificio in onore del dio Pan, da Jean-Baptiste Marie Pierre.
- Biblioteca municipale di Valenciennes, Il Festino spagnolo, incisione e acquaforte da Palamedes Stevens[20].
- Biblioteca Comunale di Versailles, Il Decamerone di M. Giovanni Boccacio, 1757[21].
- Reggia di Versailles, Ritratti di Claude-Henri Watelet e Jean Moreau de Scales.

### Finlandia
- Galleria nazionale finlandese, Helsinki.

### Italia
- Fondazione Giacomini Meo Fiorot, Musei Mazzucchelli, Mazzano, Divertimenti fiamminghi[2].
- Civiche raccolte grafiche e fotografiche, Milano, Allegorie della città di Calais e della Fama che incorona un ritratto di Pierre Laurent Buirette de Belloy[2].

### Paesi Bassi
- Rijksmuseum, Amsterdam, Il giardino dell'amore, da Peter Paul Rubens.

### Polonia
- Palazzo reale di Łazienki, Varsavia, Sacrificio in onore del dio Pan, da Jean-Baptiste Marie Pierre[22].

### Portogallo
- Biblioteca nazionale del Portogallo, Lisbona, Bacco e Arianna, da Jean-Baptiste Marie Pierre, 1750[23].

### Regno Unito
- Scottish National Portrait Gallery, Edimburgo, Étienne Jeaurat, da Alexander Roslin.
- British Museum, Bacco e Arianna, da Jean-Baptiste Marie Pierre; La madre indulgente, da Wille figlio, 1775.
- Royal Academy of Arts, Londra, I pescatori fiorentini, da Claude Joseph Vernet[24].
- Victoria and Albert Museum, Londra, Guglielmo Augusto di Cumberland, da David Morier, 1751[25]; Il giardino dell'amore, da Peter Paul Rubens[26].
- Kingston Lacy, Wimborne Minster, La Pascià a passeggio, da Pierre-Charles Le Mettay

### Stati Uniti
- Museum of Fine Arts, Boston, Divertimenti fiamminghi, incisione; Racconti e racconti in versi di Jean de La Fontaine.
- Fogg Art Museum, Cambridge, nove incisioni[27].
- Istituto d'Arte di Chicago.
- Connecticut College, New London.
- Metropolitan Museum of Art, New York, Ritratto di Luigi XV in medaglione, da Jean-Michel Moreau[28]; Cefalo e Procri, dal Guercino[29].
- Cooper-Hewitt, Smithsonian Design Museum, New York.
- Philadelphia Museum of Art, Il trionfo di Sileno, da Charles van Loo[30].
- Museo di belle arti di San Francisco.
- Galleria Nazionale d'Arte, Washington, Ritratto di Philippe Cayeux, da Charles-Nicolas Cochin[31]; I doni del pastore da François Boucher[32]; Il torrente e il fiume, da Jean-Baptiste Oudry[33].
- Museo d'arte americano Smithsoniano, Washington.

### Svezia
- Museo nazionale, Stoccolma.